# Fem van Empel
Fem van Empel   ('s-Hertogenbosch, 3 de setembre de 2002) és una ciclista neerlandesa. Actualment corre a l'equip ciclista femení del Team Jumbo-Visma. Competeix en ciclisme de carretera, ciclocròs, bicicleta de muntanya i gravel.

## Palmarès en carretera
- 2023
  - Vencedora d'una etapa del Tour de l'Avenir

### Resultats a les Grans Voltes

#### Resultats al Giro d'Itàlia
- 2023: 11a posició
- 2024: abandona a la 5a etapa

#### Resultats al Tour de França
- 2024: 43a posició

## Palmarès en ciclocròs
- 2020–2021
  -  Campiona del món de ciclocròs sub-23

- 2021–2022
  -  Campiona neerlandesa de ciclocròs sub-23
  - Copa del Món
  - 1a Val di Sole
  - 1a Flamanville

- 2022–2023
  -  Campiona del món de ciclocròs femení
  -  Campiona del món de ciclocròs per relleus
  -  Campiona d'Europa de ciclocròs
  - Campiona de la Copa del Món de ciclocròs
  - 1a Waterloo
  - 1a Fayetteville
  - 1a Tábor
  - 1a Maasmechelen
  - 1a Antwerpen
  - 1a Dublin
  - 1a Benidorm
- Campiona del X²O Badkamers Trophy
  - 1a Koppenberg
  - 1a Baal
  - 1a Hamme
  - 1a Lille
  - 1a Brussels
- Exact Cross
- 1a Kruibeke
- 1a Beringen
- 2023–2024
  -  Campiona del món de ciclocròs femení
  -  Campiona d'Europa de ciclocròs
  - Copa del Món de ciclocròs
  - 1a Waterloo
  - 1a Maasmechelen
  - 1a Anvers
  - 1a Dublin
  - 1a Benidorm
  - 1a Hoogerheide
- Superprestige
  - 1a Overijse
  - 1a Boom
  - 1a Heusden-Zolder
- X²O Badkamers Trophy
  - 1a Koppenberg
- Exact Cross
  - 1a Beringen
- X2O
  - 1a Audenarde
  - 1a Courtrai
  - 1a Herentals
  - 1a Baal
  - 1a Coxyde
  - 1a Hamme
- 1a Woerden

- 2024–2025
  -  Campiona del món de ciclocròs femení
  -  Campiona d'Europa de ciclocròs

## Palmerès en bicicleta de muntanya
- 2022
  -  Campiona d'Europa per relleus mixtes
  -  Campiona neerlandesa de Cross-country sub-23

## Palmarès en gravel
- 2023
  -  Campiona neerlandesa de gravel